# Mitropolia Veche a Țării Românești
Mitropolia Veche a Țării Românești este un ansamblu de monumente istorice aflat pe teritoriul municipiului Târgoviște, forma ei actuală fiind opera arhitectului André Lecomte du Noüy.
Ansamblul este format din cinci monumente:
- Biserica „Înălțarea Domnului” (cod LMI DB-II-m-A-17283.01)
- Ruine paraclis (cod LMI DB-II-m-A-17283.02)
- Ruinele palatului mitropolitan (cod LMI DB-II-m-A-17283.03)
- Ruine chilii (cod LMI DB-II-m-A-17283.04)
- Ruinele turnului de poartă (cod LMI DB-II-m-A-17283.05)

## Istoric
Mitropolia Ungrovlahiei a fost înființatǎ în 1359, cu sediul la Curtea de Argeș. Mutarea de la Curtea de Argeș la Târgoviște a avut loc în timpul domniei lui Neagoe Basarab. Această schimbare fusese propusǎ de mitropolitul Nifon (1503-1505) lui Radu cel Mare. 
Neagoe Basarab începe zidirea lăcașului, în 1518, dorind-o „mare și frumoasǎ cu opt turle și tot rotunde, cum se saturǎ ochii tuturor de vederea ei”. Sfințirea Mitropoliei a avut loc la data de 17 mai 1520, având hramul „Înǎlțarea Domnului”. Lucrǎrile însă se încheie abia la 20 septembrie 1537, după ce Radu Paisie (1535-1545) o acoperǎ „cu plumb” și o zugrǎvește „cu toatǎ podoaba”. 
O etapǎ înfloritoare este cea din timpul lui Matei Basarab (1632-1654), când se fac reparații, se consolideazǎ incinta pe fațadele laterale, se extinde spațiul pictat. Prestigiul Mitropoliei este întǎrit prin activitatea editorial-tipograficǎ, în urma mutării tipografiei de la Mănăstirea Dealu. 
De-a lungul timpului, Mitropolia suferǎ stricǎciuni cauzate de diferite evenimente istorice: ocuparea temporarǎ a Târgoviștei de cǎtre turci (1595), jaful trupelor lui Gabriel Báthory (1610-1611), evenimentele de la 1821, când trupele lui Alexandru Ipsilanti utilizeazǎ plumbul de pe acoperiș, edificiul rămânând fǎrǎ posibilitatea protejǎrii bolților și picturii, ceea ce a condus la nǎruirea lor.
Din 1842 se începe dǎrâmarea vechii Mitropolii. Mai întâi din complex dispar clǎdirile, rǎmânând numai biserica și clopotnița de la intrare. În 1889 arhitectul André Lecomte du Noüy demolează biserica mitropolitană, reconstruind-o în forma actualǎ, departe de cea inițialǎ. 
Catedrala arhiepiscopală din Târgoviște este pictată de Dimitrie Belizarie și a fost sfințită la 12 noiembrie 1933 de Miron Cristea, primul patriarh al Bisericii Ortodoxe Române.  

### Mitropoliți
Între 1503 și 1668 Mitropolia Ungrovlahiei, cu sediul la Târgoviște, a avut 21 de mitropoliți, după cum urmează:
- Maxim Brancovici (1505-1508);
- Macarie al II-lea (1512-1521);
- Theodor (1521-1523);
- Ilarion (1523-1526);
- Mitrofan (1526-1534);
- Varlaam (1533-1544);
- Anania (1545-1558);
- Efrem (1559-1566);
- Daniil (1566-1568);
- Eftimie I (1568-1576);
- Serafim (1576-1585);
- Mihail I (1586-1589);
- Nichifor (1589-1592);
- Mihail al II-lea (1592-1594);
- Eftimie al II-lea (1595-1602);
- Luca din Cipru (1602- 1629);
- Grigorie I (1629-1636);
- Teofil (1636-1648);
- Ștefan (1648-1653);
- Ignatie Sârbul (1653-1656);
- Ștefan (1656-1668).

După anul 1668, odată cu moartea Mitropolitului Ștefan, Mitropolia s-a mutat la București.
Se încheia astfel o perioadă istorică în care, timp de 148 de ani neîntrerupți, toți mitropoliții Țării Românești locuiră în Palatul Mitropolitan de la Târgoviște, iar zidurile Mitropoliei Târgoviște au fost martore la toate slujbele de bucurie sau întristare ce se oficiau aici de Mitropoliții țării.